# Татляхаяха
Татляхаяха (устар. Татляга-Яга) — река в России, протекает по территории Надымского района Ямало-Ненецкого автономного округа. Устье реки находится в 434 км по правому берегу реки Надым. Длина реки — 130 км, площадь водосборного бассейна — 1900 км².

## Притоки
- 57 км: Нюдяяха (пр)
- 68 км: Катычияха (лв)
- 98 км: Ланкиёган (лв)
- 99 км: Етуяха (лв)
- 106 км: река без названия (лв)

## Данные водного реестра
По данным государственного водного реестра России относится к Нижнеобскому бассейновому округу, водохозяйственный участок реки — Надым. Речной бассейн реки — Надым.